# 2019-es magyar férfi vízilabdakupa
A 2019-es magyar férfi vízilabdakupa (hivatalosan 2019. évi BENU Férfi Vízilabda Magyar Kupa) a magyar vízilabda-bajnokság után a második legrangosabb hazai versenysorozat. A Magyar Vízilabda-szövetség írta ki és 16 csapat részvételével bonyolította le. A mérkőzéssorozat győztese a LEN-Európa-kupában indulhat. A kupát a Ferencváros nyerte, története során 19. alkalommal.

## Lebonyolítás
A verseny két fő szakaszból állt: egy selejtező csoportkörből és egy egyenes kieséses szakaszból. 16 csapata indult a sorozatban. A csoportokban 12 csapat vett részt, a további 4 (Ferencváros,Miskolc,Eger, OSC) pedig a negyeddöntőben csatlakozott.
A csoportokban a csapatok egyfordulós – 1–4. forgatási táblázatú – körmérkőzéssel döntötték el a helyezéseket. A csoportok első és második helyezett csapatai kerültek az egyenes kieséses szakaszba. A legjobb nyolc között oda-visszavágós, az elődöntőben és a döntőben pedig egymérkőzéses párharcokat vívtak.
| - Ferencváros - Szolnok - Eger - Kanizsai VK | - BVSC - Miskolc - Bp. Honvéd - Debrecen | - Kaposvár - Pécsi VSK - Szentes - Vasas | - AVUS - Tatabánya - UVSE - Szeged |

## Csoportkör
A csoportköröket különböző helyszínen rendezték meg. A csapatok körmérkőzéses rendszerben mérkőztek meg egymással. A csoportok első két helyezett csapata jutott a negyeddöntőbe.

### A-csoport
A mérkőzéseket Szentesen a Városi Sportuszodan rendezték, 
| Csapat     | M | W | D | L | GF | GA | GD  | Pts |
| ---------- | - | - | - | - | -- | -- | --- | --- |
| UVSE       | 3 | 2 | 1 | 0 | 31 | 25 | +6  | 7   |
| Szentes    | 3 | 1 | 2 | 0 | 32 | 29 | +2  | 5   |
| BVSC-Zugló | 3 | 1 | 1 | 1 | 24 | 25 | −1  | 4   |
| AVUS       | 3 | 0 | 0 | 3 | 15 | 29 | −37 | 8   |

### B-csoport
A mérkőzéseket Pécsett rendezték az Abay Nemes Oszkár sportuszodában.
| Csapat        | Pld | W | D | L | GF | GA | GD  | Pts |
| ------------- | --- | - | - | - | -- | -- | --- | --- |
| PVSK          | 3   | 3 | 0 | 0 | 36 | 21 | +15 | 9   |
| Tatabánya     | 3   | 2 | 0 | 1 | 28 | 26 | +2  | 6   |
| Debreceni VSE | 3   | 1 | 0 | 2 | 26 | 32 | −6  | 3   |
| Kanizsai VK   | 3   | 0 | 0 | 3 | 20 | 31 | −11 | 0   |

### C-csoport
A mérkőzésket Kaposváron rendezték a Csik Ferenc Versenyuszodában.
| Csapat       | Pld | W | D | L | GF | GA | GD  | Pts |
| ------------ | --- | - | - | - | -- | -- | --- | --- |
| Honvéd       | 3   | 2 | 1 | 0 | 43 | 32 | +33 | 7   |
| Kaposvári VK | 3   | 1 | 1 | 1 | 37 | 40 | -3  | 4   |
| VasasPlaket  | 3   | 0 | 3 | 0 | 36 | 36 | 0   | 3   |
| Szeged       | 3   | 0 | 1 | 2 | 35 | 43 | −8  | 1   |

## Negyeddöntők
A továbbjutott 8 csapatot vaksorsolással 4 párba sorsolják. A párba sorsolt csapatok két mérkőzést játszanak az elődöntőbe jutásért. A továbbjutás a két mérkőzés összesített eredménye alapján történik. Az első mérkőzésen pályaválasztó az elsőnek kisorsolt csapat. Az első mérkőzéseken döntetlen eredmény születhet, a második mérkőzést döntésig kell játszani (FINA szabálynak megfelelően 5db 5 méteres, amennyiben nincs döntés felváltva az első hibáig)
| 1. csapat             | Össz. | 2. csapat             | 1. mérk. | 2. mérk. |
| --------------------- | ----- | --------------------- | -------- | -------- |
| Szolnoki Dózsa        | 21–19 | ZF-Eger               | 11–11    | 10–8     |
| FTC-Telekom Waterpolo | 34–14 | UVSE                  | 16–8     | 18–6     |
| PVSK-Mecsek Füszért   | 21–35 | PannErgy-MVLC-Miskolc | 12–16    | 9–19     |
| Honvéd SE             | 10–30 | A-HID OSC ÚJBUDA      | 5–14     | 5–16     |

## Elődöntők
Az elődöntőbe jutott 4 csapat között sorsolással került kiválasztásra a két-két csapat, melyek egy mérkőzésen küzdöttek meg a döntőbe jutásért. A vesztes csapatok nem játszottak a harmadik helyért, mind a két csapat harmadik helyezettnek tekintendő. Az elődöntő és a döntő helyszínét az MVLSZ  választotta ki.
| 2019. december 7. | A-HÍD OSC Újbuda      | 11-9        | PannErgy-MVLC-Miskolc | Komjádi Béla Sportuszoda, Budapest Nézőszám: 800 |
| 2019. december 7. | (3–1, 3–3, 3–1, 2–4)  |             |                       | Komjádi Béla Sportuszoda, Budapest Nézőszám: 800 |
| 2019. december 7. | Manhercz, Erdélyi 3-3 | Jegyzőkönyv | Nagy Ád., Misić 3-3   | Komjádi Béla Sportuszoda, Budapest Nézőszám: 800 |

| 2019. december 7. | FTCTelekom Waterpolo    | 13-8        | Szolnoki Dózsa   | Komjádi Béla Sportuszoda, Budapest Nézőszám: 1000 |
| 2019. december 7. | (5–0, 3–1, 1–4, 4–3)    |             |                  | Komjádi Béla Sportuszoda, Budapest Nézőszám: 1000 |
| 2019. december 7. | Fundúlisz, Varga D. 3-3 | Jegyzőkönyv | Subotic, Lazić 2 | Komjádi Béla Sportuszoda, Budapest Nézőszám: 1000 |

## Döntő

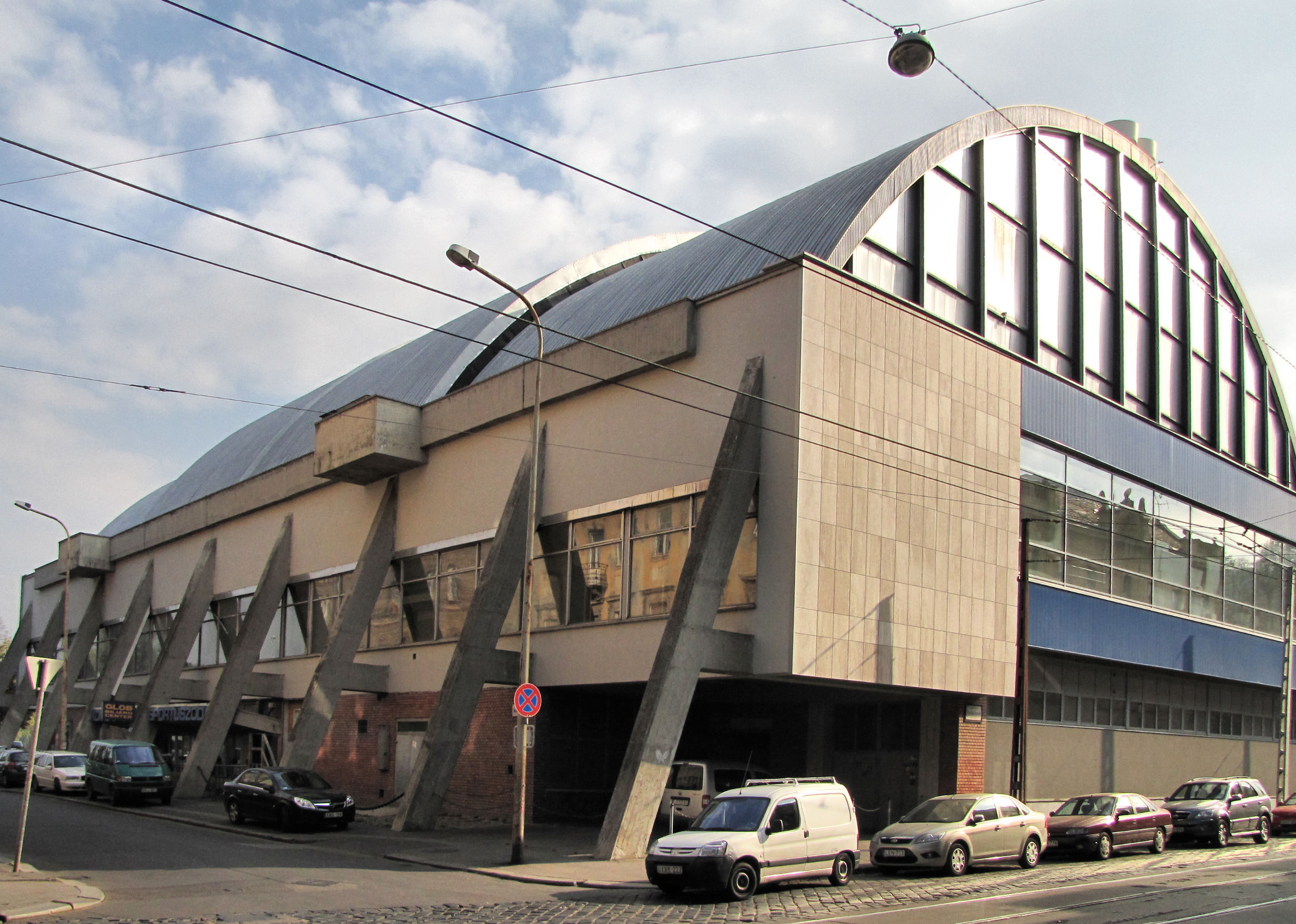
A négyes döntő mérkőzéseit a Komjádi uszodában rendezték

Az elődöntő két győztes csapata a mérkőzhetett a kupa elnyeréséért. 
| 2019. december 8. | FTC-Telekom Waterpolo | 8-7         | A-HÍD OSC Újbuda    | Komjádi Béla Sportuszoda, Budapest Nézőszám: 1200 |
| 2019. december 8. | (2–3, 1–2, 2–1, 3–1)  |             |                     | Komjádi Béla Sportuszoda, Budapest Nézőszám: 1200 |
| 2019. december 8. | Jakšić 3              | Jegyzőkönyv | Manhercz, Hárai 2-2 | Komjádi Béla Sportuszoda, Budapest Nézőszám: 1200 |

| 2019. évi Férfi Vízilabda BENU Magyar Kupa |
| ------------------------------------------ |
| FTC-Telekom Waterpolo 19. cím              |

Végeredmény
|  | Csapat                |
|  | --------------------- |
|  | FTC-Telekom Waterpolo |
|  | A-HÍD OSC Újbuda      |